# Flykt & drömmar
Flykt & drömmar (finska: Pakoja & haaveita) är en finsk tragikomisk dramafilm från 2023 som hade biopremiär i Finland den 1 december 2023. Filmen är regisserad av Kaisa El Ramly som även skrivit filmens manus. Filmen hade svensk premiär den 10 januari 2025.

## Handling
Filmen handlar om nio människor och en lösspringande hund som möts, passerar eller kolliderar på en väg i östra Finland under en sommardag. Alla drömmer de om livet eller flyr från det.

## Rollista (i urval)
- Erja Manto – Sanna
- Sari Mällinen – Seija
- Robert Enckell – Pekka
- Dick Idman – Ville Andersson
- Lasse Karkjärvi – Hannu
- Hannu Kivioja – Oskari
- Ingela Olsson – Anita
- Jarkko Pajunen – Antti
- Aliisa Pulkkinen – Silja
- Erkki Saarela – liftaren